# Max Morell
Max Morell Gómez (Manresa, Cataluña, España, 2 de diciembre de 1996), conocido deportivamente como Max Morell, es un futbolista español que juega como delantero centro. Actualmente forma parte de la UE Sant Julià de la Primera División de Andorra.

## Trayectoria deportiva
Los primeros pasos de Max en el balompié tuvieron lugar en el Club Gimnàstic de Manresa, club de su ciudad natal, hasta categoría cadete cuando pasó a formar parte del Club Esportiu Mercantil. Después, en edad juvenil, regresó al Gimnástic para ese mismo curso vivir un periplo en el fútbol inglés con el combinado U19 del Bolton Wanderers Football Club. 
De nuevo en España, firma por la Unió Esportiva Rubí U19 de Liga Nacional para el siguiente curso finalizar su etapa formativa en el Unió FB Jàbac de División de Honor Juvenil de España.
En la temporada 2015/2016 firma en categoría senior en el primer equipo de la Unió Esportiva Rubí de Tercera División de España. En el mercado invernal de esa campaña ficha por la Unió Esportiva Avià en la que permaneció por un curso y medio donde realizando además la pretemporada con el CD Tudelano de Segunda División B de España.
Para la campaña 2017/2018 recala en el centenario CF Mollet UE para a principios de la segunda vuelta recalar en el Club Deportiu Tortosa hasta el final del campeonato.
En la 2018/2019, Max se incorpora a la disciplina de la Unió Esportiva Vic donde permaneció por dos cursos consiguiendo su mejor registro goleador hasta la fecha. Fue en 2020 cuando ficha por el Club de Futbol Solsona donde fue el máximo anotador del equipo acabando como 4º clasificado en el campeonato de liga de Primera Catalana.
De cara a la temporada 2021/2022 firma contrato profesional uniéndose a las filas del UE Sant Julià de la Primera División de Andorra con el que ese mismo curso se proclama subcampeón de la Supercopa de Andorra.

## Carrera deportiva

### Clubes
| Club                   | País    | Año               |
| ---------------------- | ------- | ----------------- |
| Unió Esportiva Rubí    | España  | 2015 – 2016       |
| Unió Esportiva Avià    | España  | 2016 – 2017       |
| CF Mollet UE           | España  | 2017 – 2018       |
| Club Deportiu Tortosa  | España  | 2018              |
| Unió Esportiva Vic     | España  | 2018 – 2020       |
| Club de Futbol Solsona | España  | 2020 – 2021       |
| UE Sant Julià          | Andorra | 2021 – Actualidad |